# Onkel Joakims hemmelighed
Onkel Joakims hemmelighed (också känd som Nyhavns glade gutter) är en dansk familjefilm från 1967 regisserad av Carl Ottosen och med Gunnar Lauring i en av huvudrollerna.

## Rollista
- Gunnar Lauring - Viktor Erdner
- Sigrid Horne-Rasmussen - Emilie Erdner
- Vivi Bak - Eva Erdner
- Kai Holm - Joakim Nielsen
- Povl Wöldike - Count von Flagen
- Per Pallesen - Count Horace von Flagen
- Preben Mahrt - Lawyer Frost
- Willy Rathnov - Sailor Rasmus
- Paul Hagen - Viggo
- Ole Wisborg - Svend
- Karl Stegger - Morten Hansen
- Poul Bundgaard - The chef Søren
- Dirch Passer - The Masterthief
- Bodil Udsen - Waitress Mona Lisa
- Kirsten Peüliche - Waitress Vicki
- Preben Kaas - Esben Andersen
- Arthur Jensen - Peter Jensen
- Ove Sprogøe - CEO Schwartz
- André Sallyman - Max
- Bent Vejlby - Max
- William Kisum - Esben
- Susanne Bruun-Koppel - Misse
- Marianne Kjærulff-Schmidt - Irene
- Ulla Johansson - Bitten
- Lisbeth Lindeborg - Rosa
- Peer Guldbrandsen - The Florist
- Marchen Passer - Maid
- Mogens Brandt - Psychiatrist Count von Flagen
- Jessie Rindom - Countess von Flagen